# Aeroportul Pančevo
Aeroportul Pančevo (IATA: QBG, ICAO: LYPA) este un aeroport din Serbia ce deservește zona Panciova. A fost deschis în 1923 și numit după zona deservită.
Situat la o altitudine de 77 m, aeroportul dispune de o singură pistă.